# Krystyna Dynarowska
Krystyna Dynarowska – polska kierownik produkcji filmowej. 

## Wybrana filmografia

### Filmy
- filmy z serii Bajki rosyjskie (Lew i zając, Czarodziejski dzwoneczek, Jak lisica budowała kurnik, Żółty bocian, Czarodziejski skarb, Słomiany byczek, Brudasy, strzeżcie się!, Jeleń i wilk, Weseli łowcy, Królewna żabka, Opowieść o polnych kurkach, Złota antylopa, Wyrwidąb, W leśnej gęstwinie, Sarmiko, Szkarłatny kwiat, Cudowny młyn, Na wysokiej górze, O dzielnej Oleńce i jej braciszku, Farbowany lis, Obcy głos, Opowieść z tajgi)
- 1978: Władca pierścieni
- 1993: Hrabia Monte Christo
- 1994: Księżniczka łabędzi
- 1994: Bajka o pluszowych misiach, które uratowały święta
- 1995: Balto
- 2002: Królewska broda
- 2004: Niepochowany

### Seriale
- 1979-1980: Scooby i Scrappy Doo
- 1981-1990: Smerfy
- 1983: Dookoła świata z Willym Foggiem
- 1984-1990: Mapeciątka
- 1988-2001: Nowe przygody Madeline (odc. 47, 49-65)
- 1990-1998: Świat Bobbiego
- 1990-1992: Muminki
- 1992: Piotruś w krainie czarów, czyli podróż fantastyczna
- 1993: Różowa Pantera
- 1994: Karol Wielki
- 1995–2001: Mały Miś (odc. 40-65)
- 1997: Kacper
- 1998-1999: Podróże z Aleksandrem i Emilią (odc. 27-52)
- 1998: Pippi
- 1999-2000: Fantaghiro (odc. 16-26)
- 2000: Kajtuś (odc. 1-65)
- 2000: Całe zdanie nieboszczyka (odc. 1-5)
- 2000: Przygody szewczyka Grzesia
- 2001-2002: Roztańczona Angelina
- 2001: Przyjaciele z podwórka (odc. 1-40)
- 2002-2004: Pan Andersen opowiada (odc. 1-13)
- 2002: Maks i Ruby (odc. 1-13)
- 2002: Słoń Benjamin
- 2006-2007: Bali
- 2006-2007: Miś Fantazy
- 2006-2007: Opowiedz nam coś Milu

### Spektakle telewizyjne
- 1986: Czupurek
- 1988: Oficyna[1]